# پایگاه هوایی راینی ریور آبی
پایگاه هوایی راینی ریور آبی (به انگلیسی: Rainy River Water Aerodrome) یک فرودگاه همگانی است که یک باند فرود آب دارد. این فرودگاه در کشور کانادا قرار دارد و در ارتفاع ۳۲۴ متری از سطح دریا واقع شده است.